# 乌兰布和农场
乌兰布和农场，是中国内蒙古自治区巴彦淖尔市磴口县下辖的一个乡镇级行政单位。

## 行政区划
乌兰布和农场共辖以下地区：
一分场、二分场、三分场村、四分场、五分场、六分场、七分场、八分场。
1. ↑  . 百度百科.   [2022-10-09]. （原始内容存档于2022-10-12）.